# Tuinring
De Tuinring, ook bekend als de ‘B’-Ring (Russisch: Садо́вое кольцо́, кольцо́ "Б"; Sadovoje Koltso), is een 16 kilometer lange ringweg om het centrale gedeelte van Moskou heen. Haar ligging correspondeert met de muur en de gracht die in de 17e eeuw rond Moskou was gebouwd en gegraven. De ring heeft 17 verschillende straatnamen en doorkruist 15 pleinen. Op haar smalste punt, bij de Krimbrug, heeft het verkeer 6 rijstroken en op haar breedste punt, Zoebovskaja plostsjad, 18.
De ring werd vanaf de jaren 1820 aangelegd toen de muren en fortificaties werden gesloopt. De Tuinring is een van de vier ringwegen rond Moskou. De eerste is de Boulevardring, de derde Derde Ringweg en de vierde de MKAD.

## Geschiedenis
De Tuinring is een direct gevolg van aarden versterkingen en grachten die tijdens de regering van Fjodor I van Rusland om Moskou werden gebouwd. Deze versterkingen werden opgericht na de aanval van Ğazı II Giray, kan van de Krim-Tataren, in 1591 op de stad. Boris Godoenov, regent in die periode, besliste tot de aanleg hiervan omdat hij voorzag dat de Tataren het niet bij één aanval zouden laten.
Toen de Tijd der Troebelen op haar einde liep werd besloten de aarden wallen niet te herbouwen maar muren en fortificaties aan te leggen. De regering van Michaël I van Rusland voltooide deze werkzaamheden tussen 1630 en 1638 en de versterking kreeg de naam Zemljanoj Val, "aarden wal". De straat Zemljanoj Val (vroeger oelitsa Tsjkalov) in het zuidoostelijk deel van de huidige Tuinring herinnert hier nog aan.
De muur had 34 poorten zonder torens. Als defensiemaatregel waren er o.a. streltsy slobodas bij elke poort opgericht. Alhoewel de streltsy effectief tegen de Tataren optraden waren zij politiek onbetrouwbaar. Na de streltsy-opstand (1698) beval tsaar Peter I van Rusland een massa-executie van de streltsy en liet er 36 aan de Zamoskvoretsjepoort en 56 aan de Tagankapoort ophangen. Tegen het einde van de 17e eeuw werd de Soecharevtoren gebouwd die tot 1934 de kruising van de ring met oelitsa Sretenka domineerde.
Tussen 1683 en 1718 functioneerde de werken als belastinggrens van Moskou waardoor er buiten de muren grote markten werden georganiseerd zodat belastingen konden worden ontdoken. De markt bij Zatsepa, die een opvolger van een van deze markten was, werd pas in 1970 opgeheven. In de 18e eeuw verloren de versterkingen hun militaire waarde omdat erbuiten steeds meer bebouwing was verrezen. Zo waren de Rode Poort en de triomfpoort op Trioemfalnaja plostsjad gebouwd en vestigden zich steeds meer inwoners buiten de versterkingen.
Rond 1775 vatte het gemeentebestuur het plan op de versterkingen te restaureren en in oude luister terug te brengen. Dit idee werd ontmoedigd door de grote hoeveelheid overheidsgebouwen die daardoor dan zouden moeten worden gesloopt en herbouwd.
Tijdens de brand van Moskou (1812) brandde grote delen van deze gebouwen en de versterkingen af zodat een groot herbouwplan mogelijk werd. Het stadsbestuur liet na de brand het hele gebied tussen 1818 en 1826 egaliseren. Het vrijgekomen gebied werd opnieuw ingericht waarbij de opbouw de sociale status van de Moskouse gebieden reflecteerde. Zo verkreeg het hoog aangeslagen westelijk deel van de ring grote boulevards met prestigieuze ventwegen. De huidige straten in dit gebied heten nog steeds boulevards. Op de andere gedeeltes werd de ring op een breedte tussen de 22 en 43 meter gebracht (10-20 sazjen) en werden gedeeltes die niet voor de openbare weg werden ingericht aan bestaande bewoners toegewezen met de verordening dat zij op de verkregen gedeeltes op eigen kosten tuinen moesten aanleggen. Deze straten beginnen veelal met ‘sadovaja’ (tuin), bv. oelitsa Sadovaja-Trioemfalnaja. Rond 1850 was de begroeiing zover opgeschoten dat de huizen geheel aan het zicht waren onttrokken en liep de weg (hier) letterlijk door een tuin. Zo is de benaming Tuinring ontstaan.
Tussen 1830 en 1860 ontstond bij Novinski boelvard een groot amusementspark met goedkope theaters en draaimolens. In 1841 werd hier een korte pleziertrein aangelegd die door een stoomlocomotief werd getrokken. Alhoewel er vanaf 1872 paardentramlijnen in Moskou werden aangelegd werd pas in 1891 geregeld openbaar vervoer over de Tuinring geëxploiteerd. De elektrische tram deed haar intrede tussen 1907 en 1910. De ringlijn die werd ingesteld – vele andere tramlijnen bereden delen van de Tuinring – was lijn Б die de complete ring in twee richtingen bereed.
Vanaf het begin van de 20e eeuw werden de oude huizen vervangen door huurwoningen tussen de 4 en 6 etages hoog. In 1904 werd Moskou’s hoogste woongebouw, het 8 verdiepingen hoge Afremov, opgetrokken in jugendstil, geopend in de oelitsa Sadovaja-Spasskaja.

## De moderne tijd
In 1935 werd Stalins "masterplan" voor Moskou gepresenteerd dat voorzag in de verbreding van de Tuinring naar minstens 30 tot 40 meter. Gebouwen die in de weg stonden – o.a. de historisch waardevolle Soecharevtoren - moesten worden afgebroken en op plaatsen waar belangrijke zijwegen aftakten moesten grootse pleinen worden gerealiseerd. Grote stalinistische gebouwen werden ontworpen die over de hele ring op ieder plein een geweldige indruk moesten maken. Hiervoor moesten alle huurappartementen worden afgebroken (waarvan er op Trioemfalnaja Plosjtsjad nog enkele resteren). Hetzelfde plan voorzag dat alle tramlijnen over de Tuinring moesten worden opgeheven omdat er een metrolijn zou worden aangelegd. De opheffing geschiedde al vanaf 1936 op de noordelijke gedeeltes van de ring; ze werden door trolleybussen vervangen. In 1941 maakte Duitse bomaanvallen een einde aan het historische Gagarin-huis, domicilie van de prinselijke Gagarindynastie, van de Zatsepamarkt en vele andere gebouwen. In 1944 marcheerden duizenden Duitse krijgsgevangenen, die tijdens Operatie Bagration waren gevangengenomen, over de ring.
Na de Tweede Wereldoorlog werd de bouw van stalinistische gebouwen hervat waaronder drie zeer grote wolkenkrabbers van het ministerie van Buitenlandse Zaken en de overheidsgebouwen op het Koedrinskaja en het Rode Poortplein. Stalins visie, de hele Tuinring naar stalinistisch model bebouwen, werd echter niet verwezenlijkt. Tussen 1950 en 1954 werd de Koltsevaja-metrolijn geopend die voor het grootste gedeelte als ringlijn onder de Tuinring doorloopt. In 1961 reed de laatste tramlijn in het zuidoostelijk deel van de Tuinring vanaf station Moskva Koerskaja.
Sinds de jaren 1990 oppert het gemeentebestuur van Moskou plannen de ring om te bouwen tot een 18 rijbanen brede eenrichtingsweg. Hier is echter veel oppositie tegen en het plan is niet uitgevoerd. In 2012 is de Tuinring een grote verkeersader met dag en nacht grote hoeveelheden particulier verkeer en opstoppingen.

## Beeldimpressies

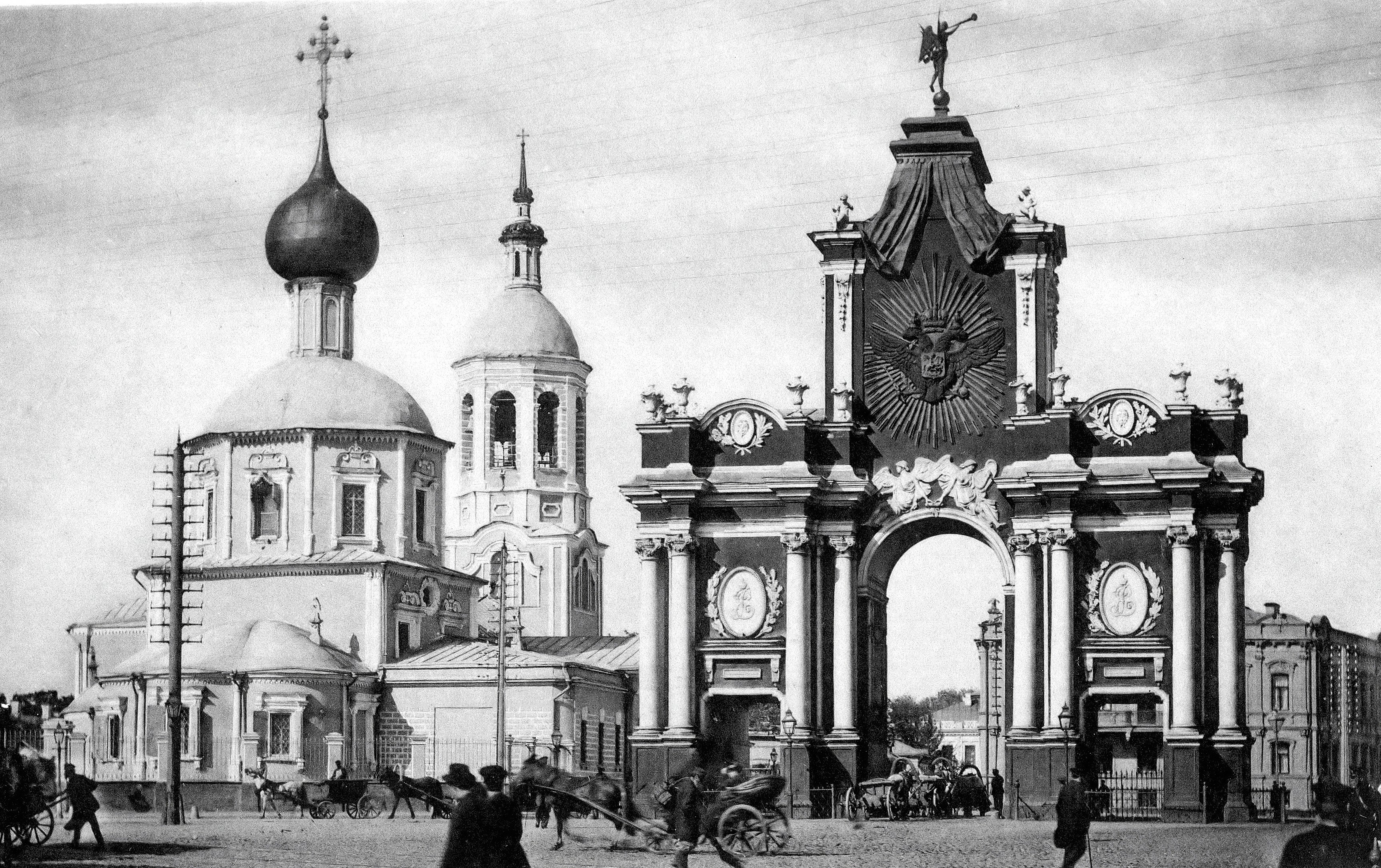
Rode Poort (Krasnye Vorota, 1753, gesloopt 1928) en Kerk van de drie Heilige Hiërarchen (1674) rond 1900 op de kruising van de Tuinring met de huidige Lermontovskaja.
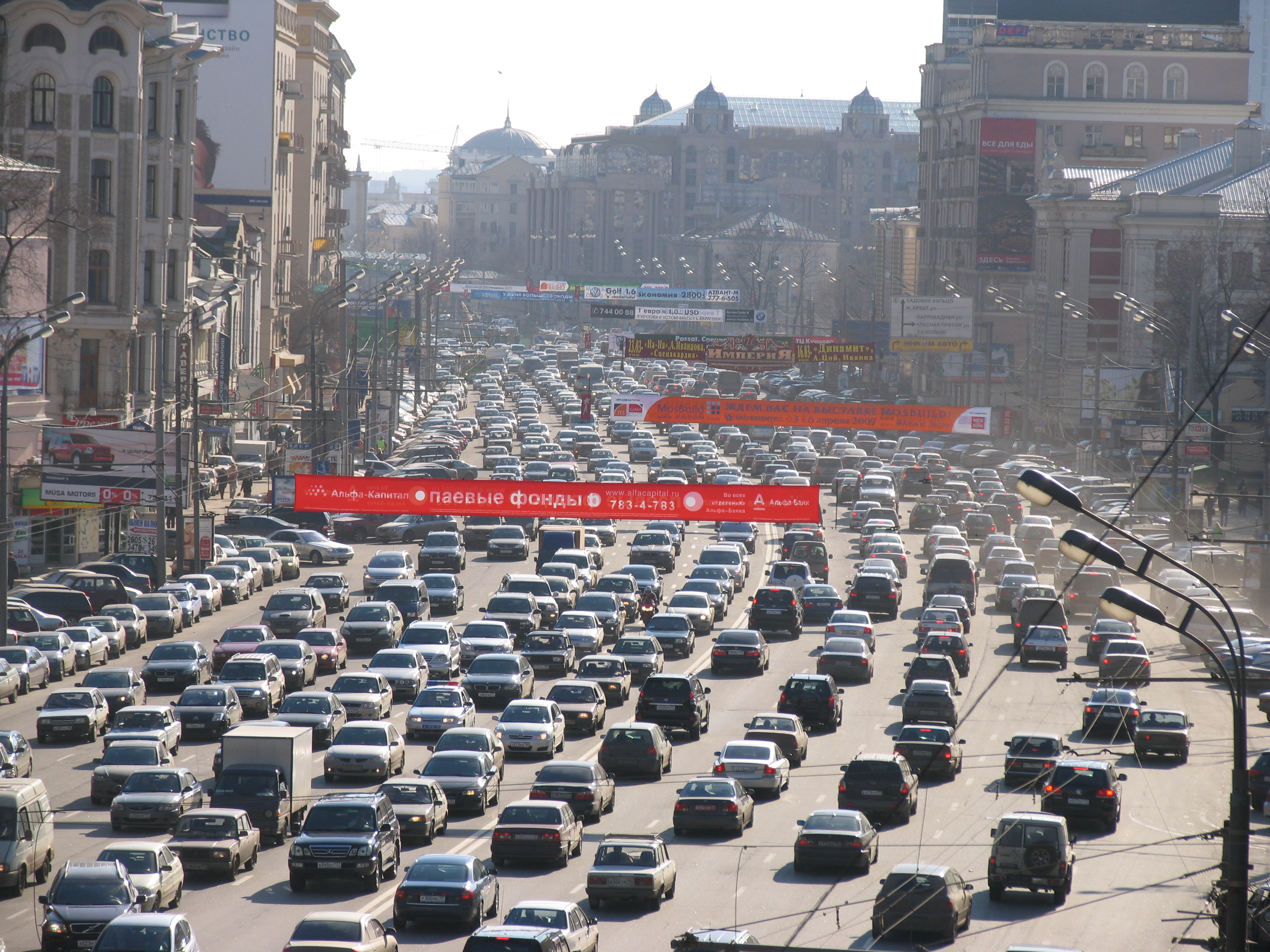
Impressie van het verkeer over de Tuinring in 2007.
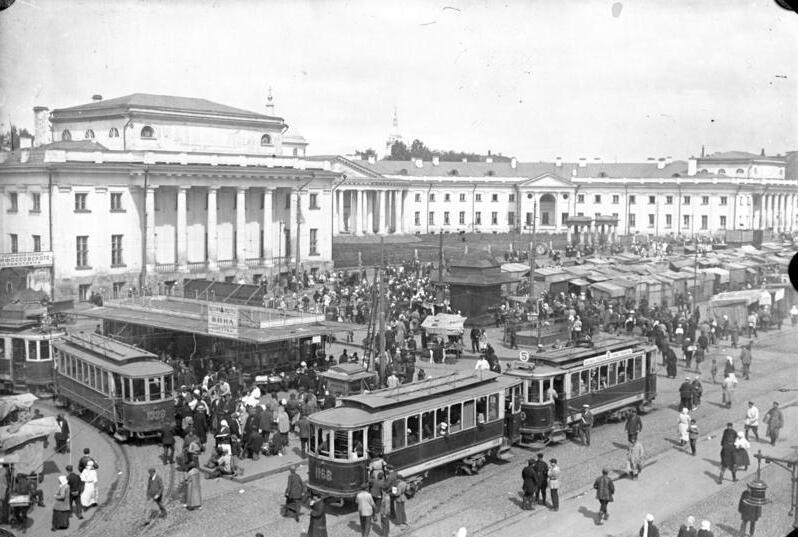
De vroegere Joetsjerevmarkt op de kruising van de huidige Sretenka straat en de Sadovaja-Soecharevskaja oelitsa met op de achtergrond het Sklifosovski Instituut.
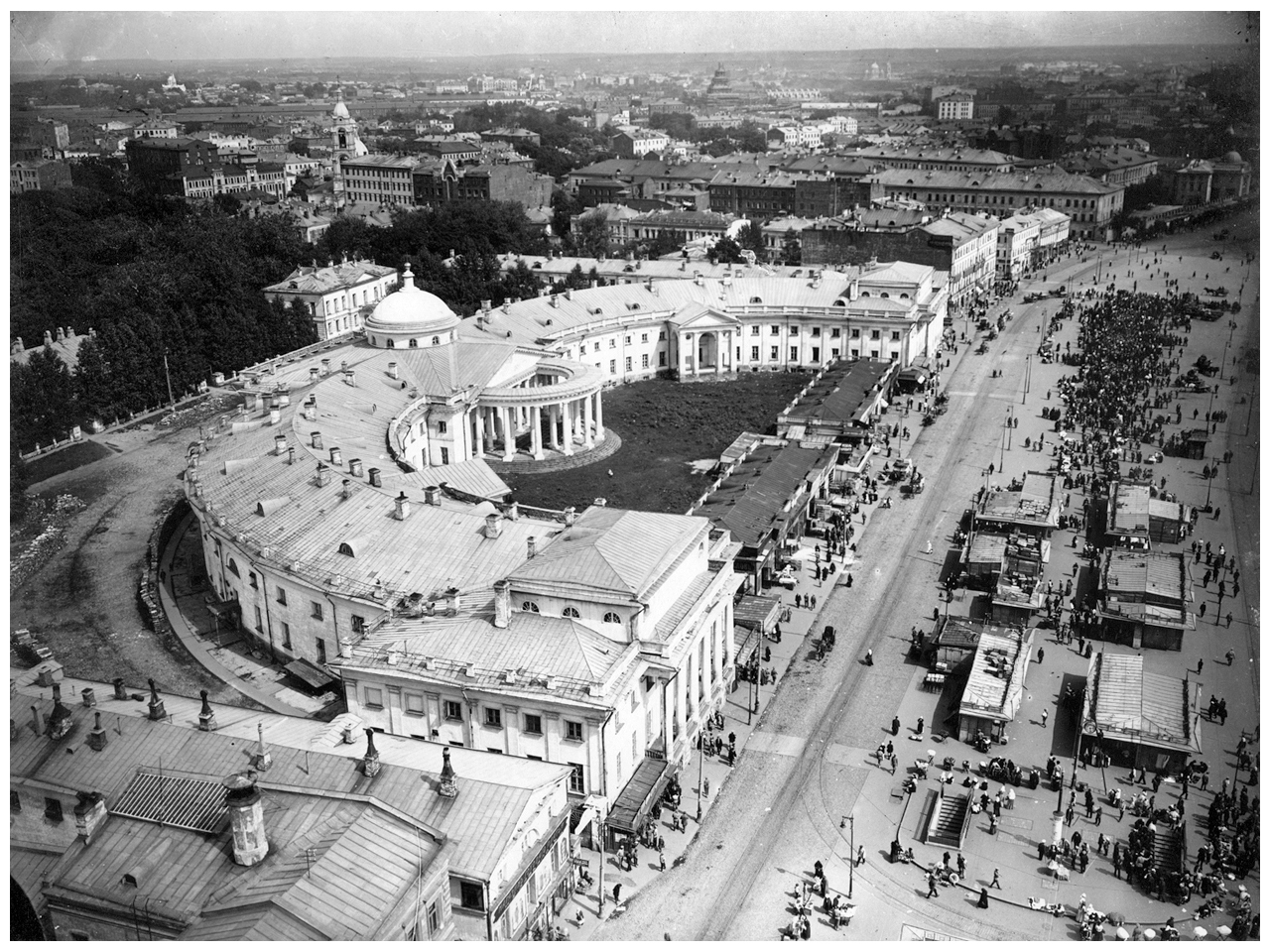
Opname uit 1914 vanaf de Soecharevtoren naar hetzelfde plein.
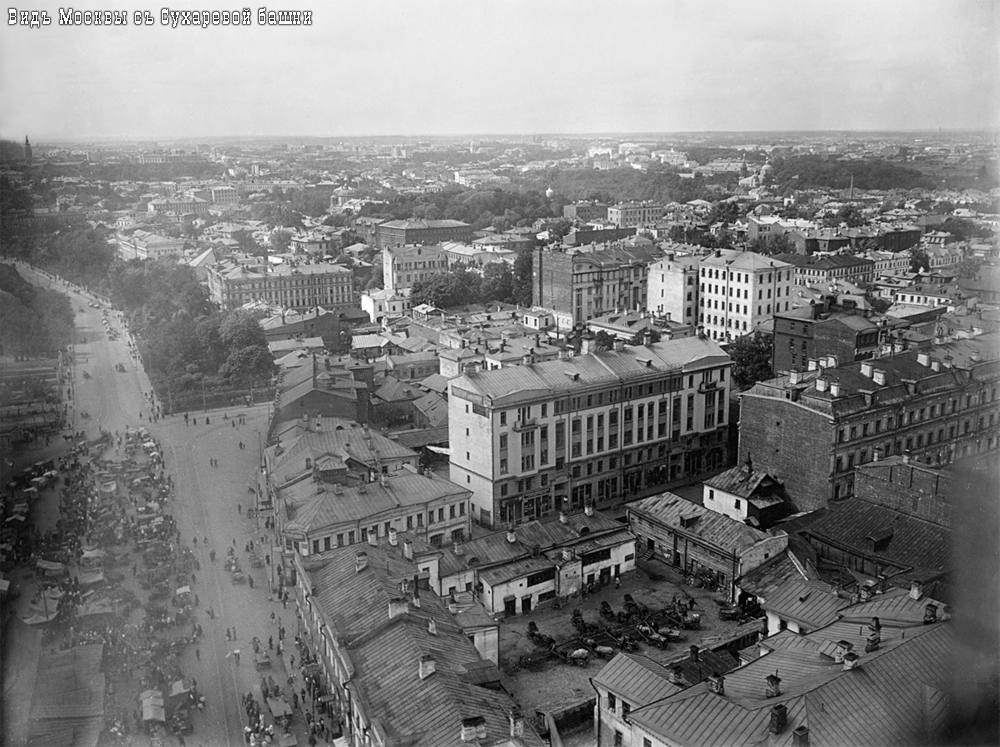
Zicht westelijk vanaf dezelfde toren.
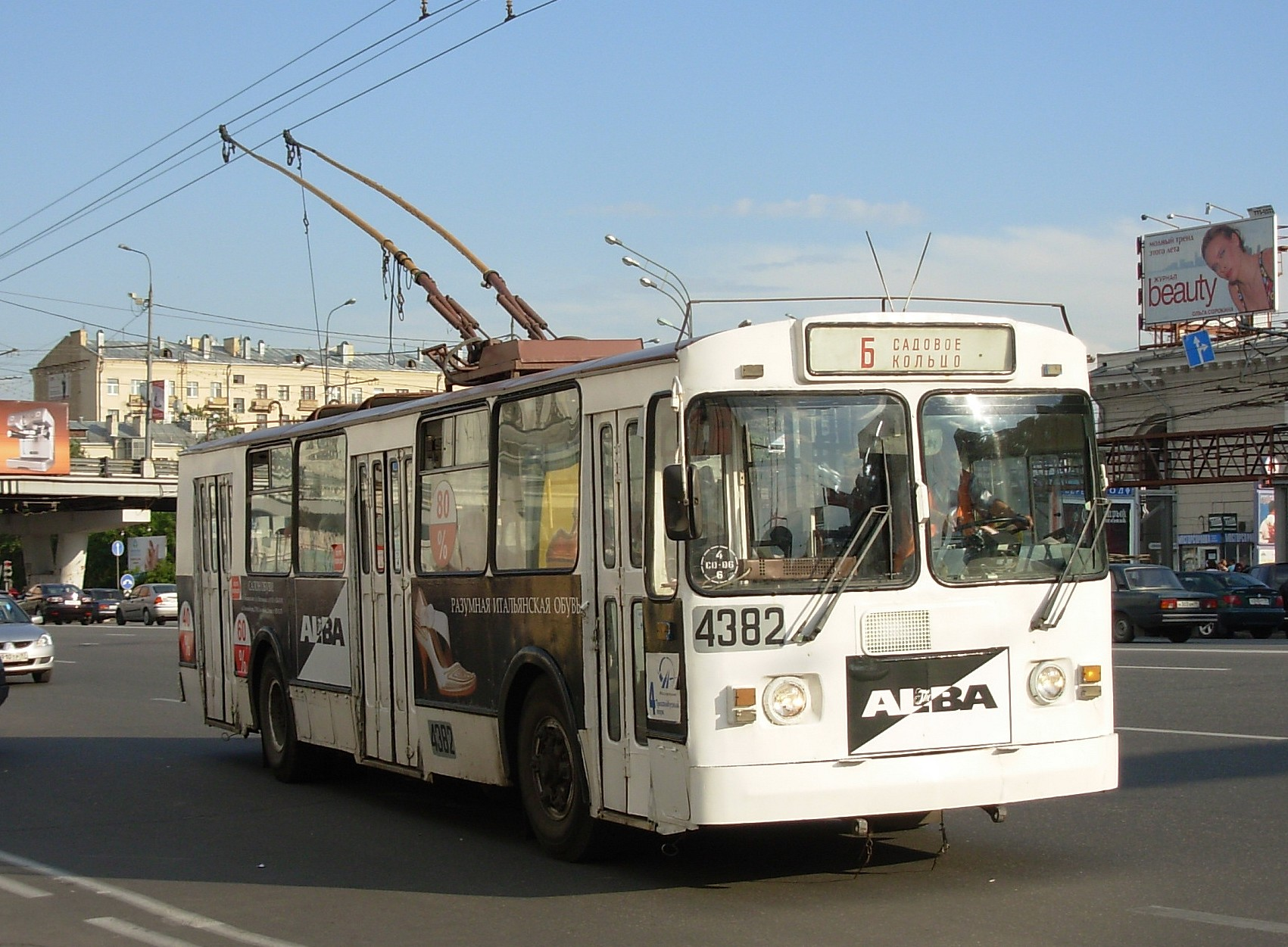
Trolleybuslijn Б is de vervanger van de tram op de Tuinring.
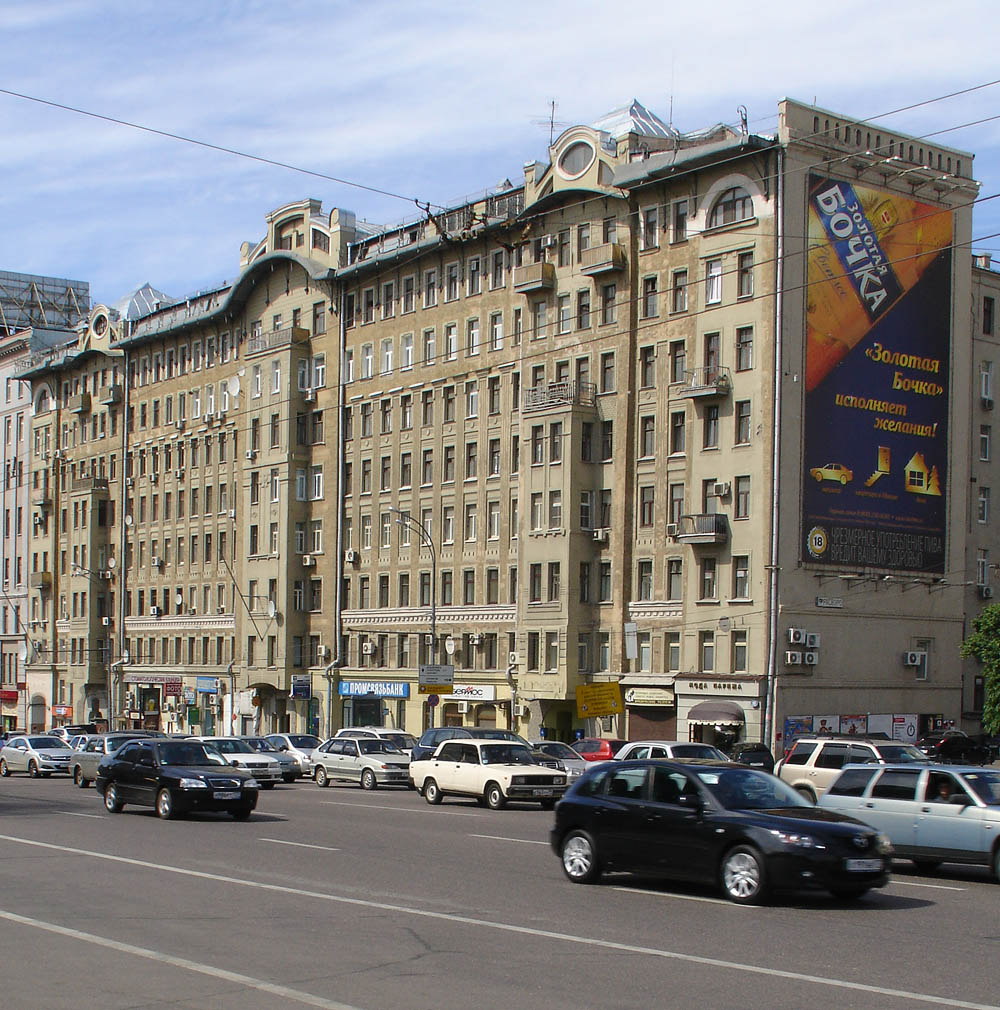
Afremov in 2007.
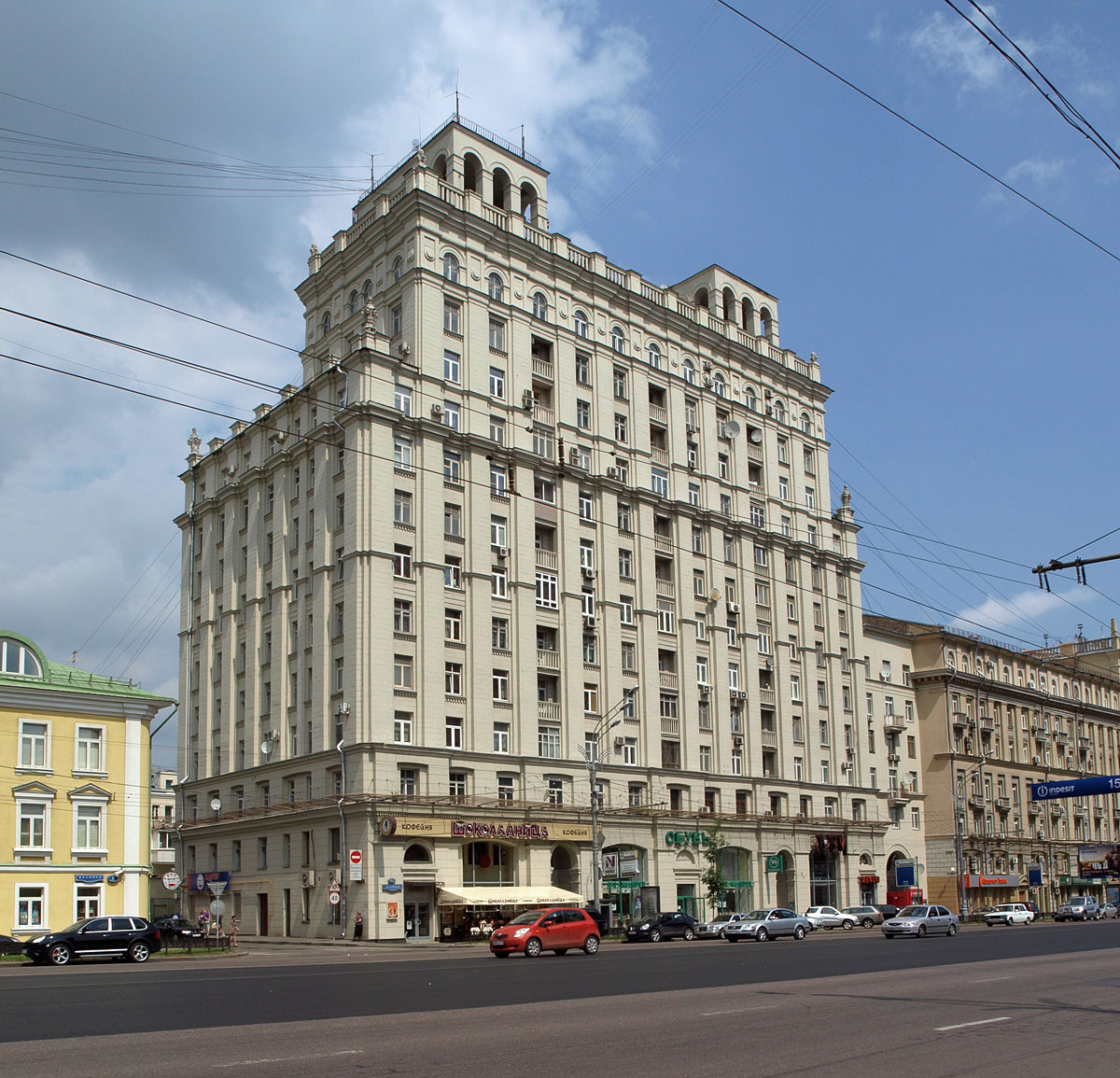
Voorbeeld van Stalinistisch bouwen: Valovaja-4 gebouw.

Boulevardring · 
Tuinring · 
Derde Ringweg · 
Vierde Ringweg (gepland) · 
MKAD · 
A-107 · 
Centrale Ringweg (in aanleg) · 
A-108